# Равене, Симон-Франсуа
Симон-Франсуа Равене (фр. Simon François Ravenet ; 1706, Париж — 2 апреля 1764, Лондон) — французский художник, мастер репродукционной гравюры резцом на меди и офорта. Член Королевской академии художеств.

## Биография
Родился, вероятно, в семье Габриэля Равене, мастера клейм ювелирных изделий.
Учился в Париже у мастера репродукционной гравюры Жака-Филиппа Леба, в 1750 году отправился в Англию, где осваивал различные техники и манеры гравирования. Более тридцати лет работал помощником живописца Уильямом Хогарта. Его гравюры («Поклонение пастырей» по живописному оригиналу Доменико Фетти, «Товия» по оригиналу Агостино Карраччи, «Мадонна» по картине Гвидо Рени) отличаются точностью воспроизведения оригиналов и совершенной техникой; они и ныне ценятся любителями искусства.
В 1770 году Равене стал одним из шести гравёров — ассоциированных членов Королевской академии художеств.
Его произведения находятся в собрании Национальной портретной галереи в Лондоне и в Художественном музее Кливленда (США).
Сын художника, Симон Жан Франсуа Равене (1755—1813), также был гравёром. Учился под руководством отца и Франсуа Буше: состоял профессором Пармской академии художеств и в 1779—1785 годах занимался гравированием по оригиналам Корреджо.

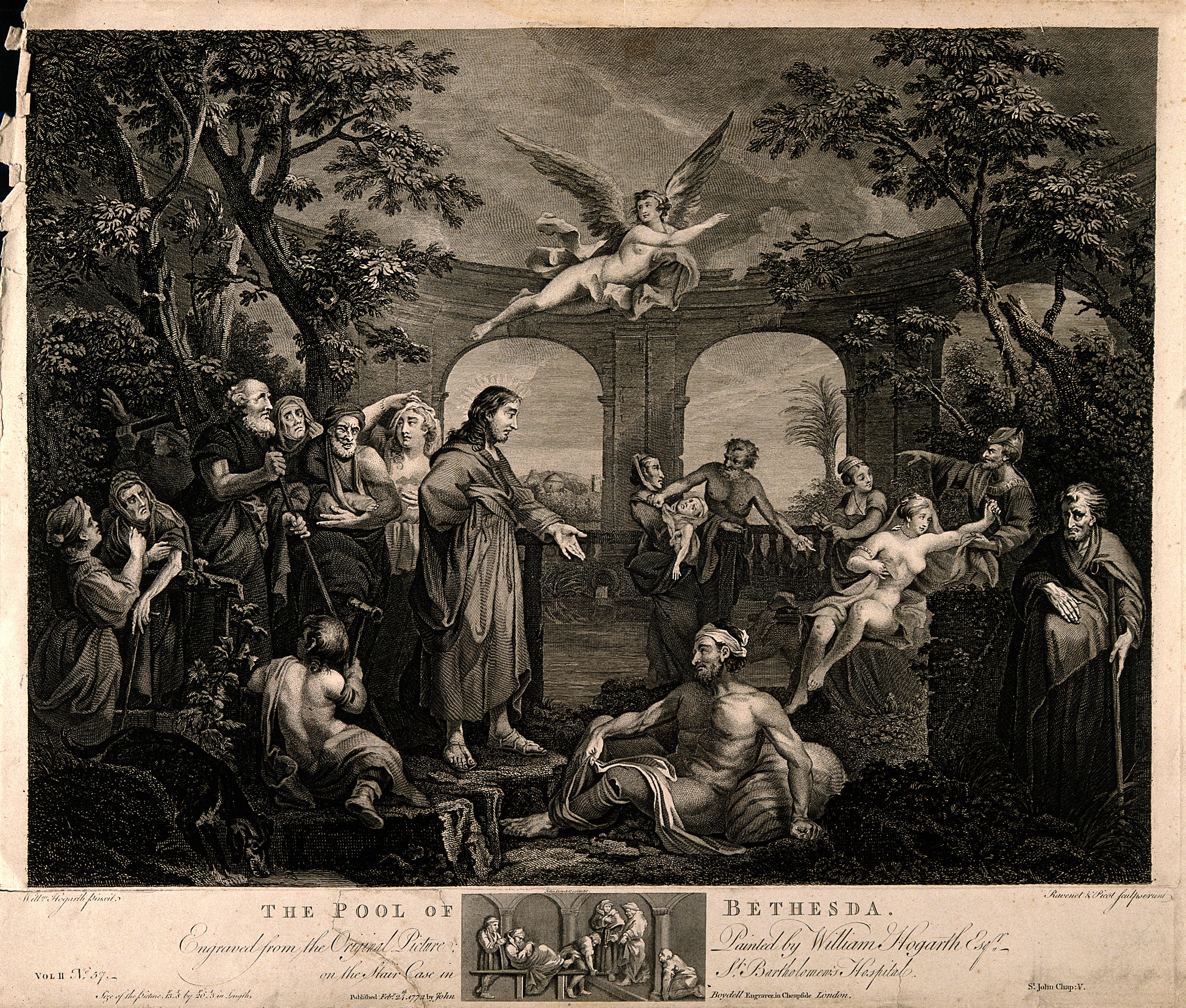
Христос исцеляет расслабленного
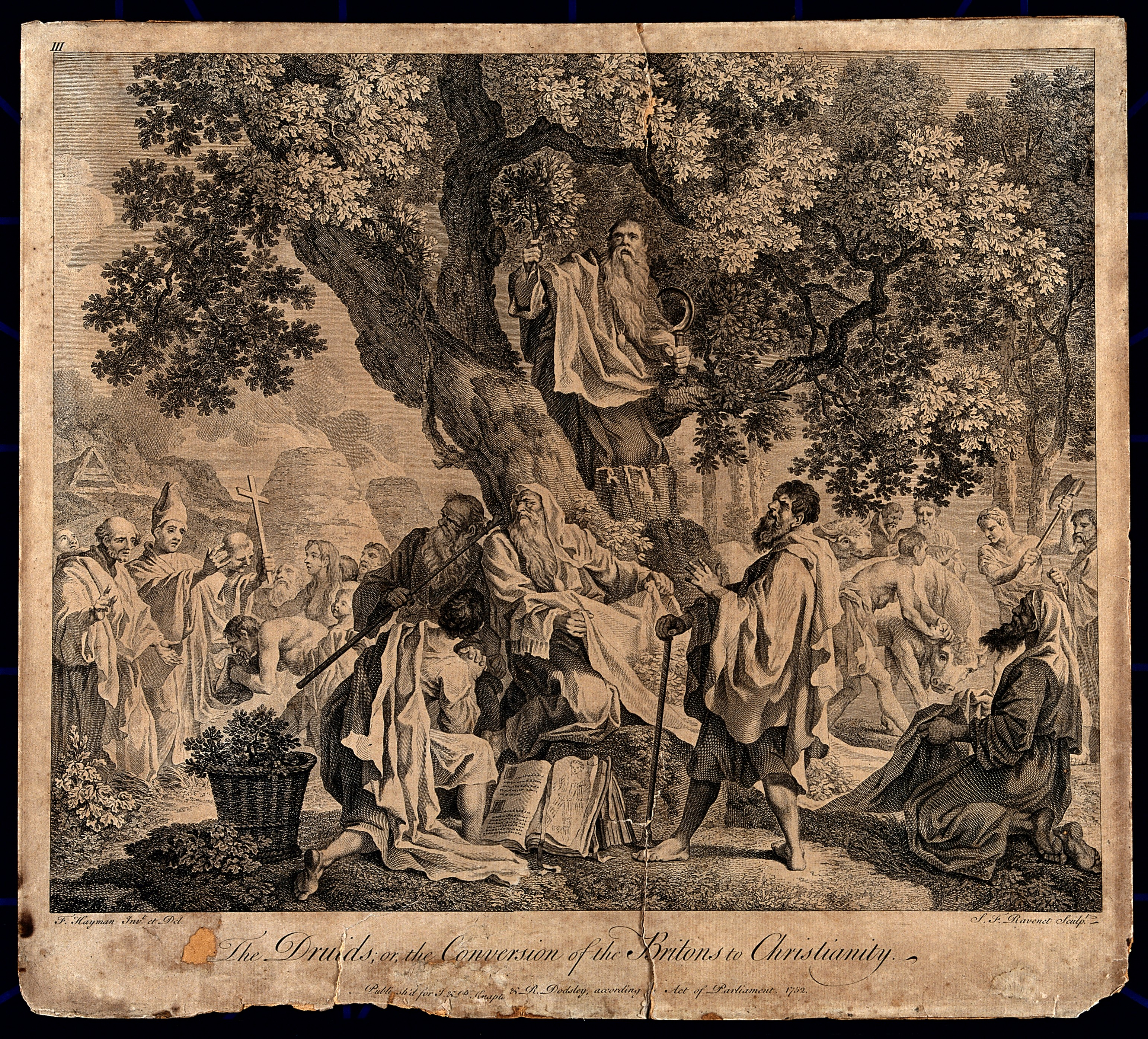
Друиды, или обращение бриттов в христианство
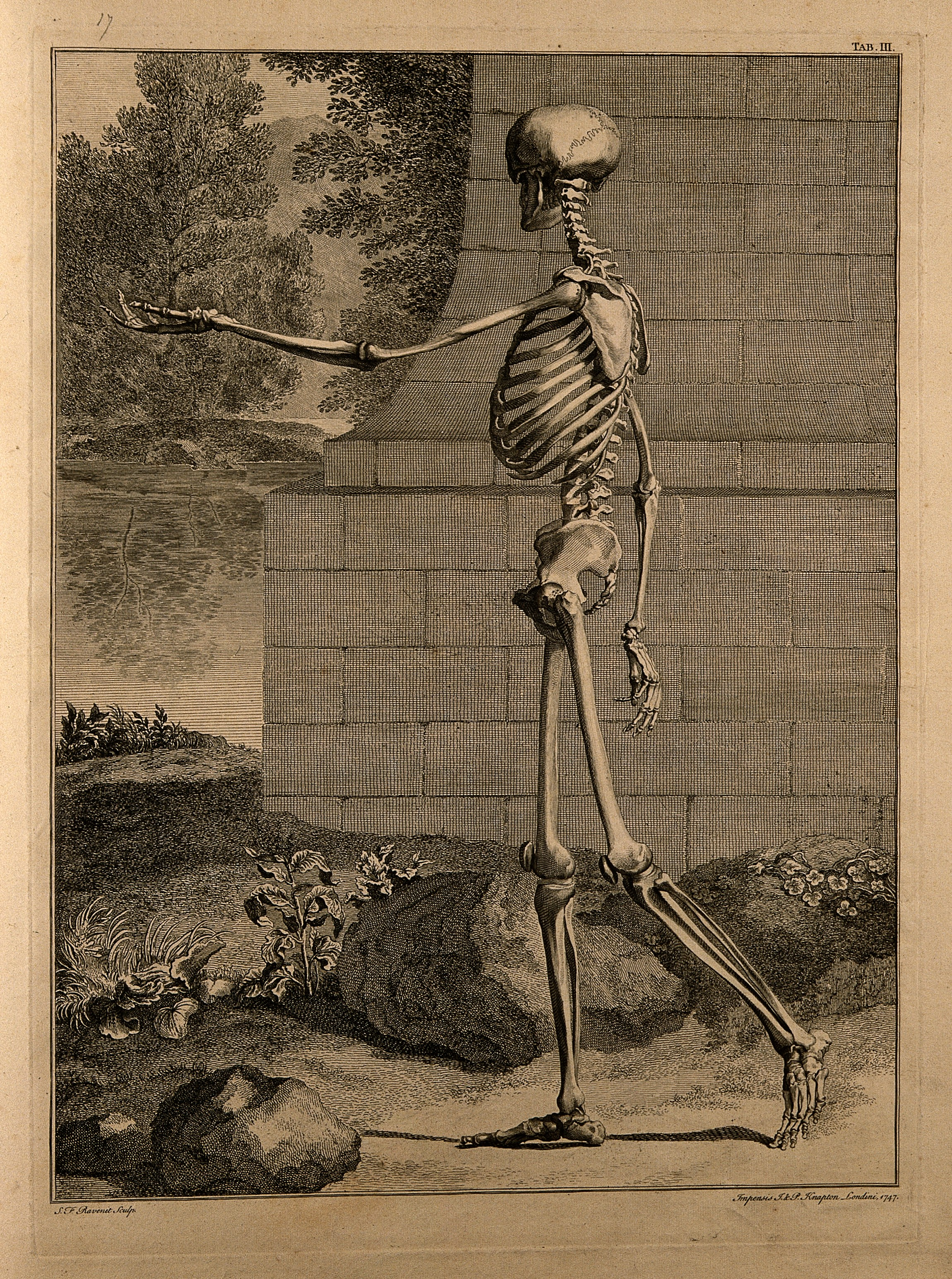
Стоящий скелет, вид сбоку
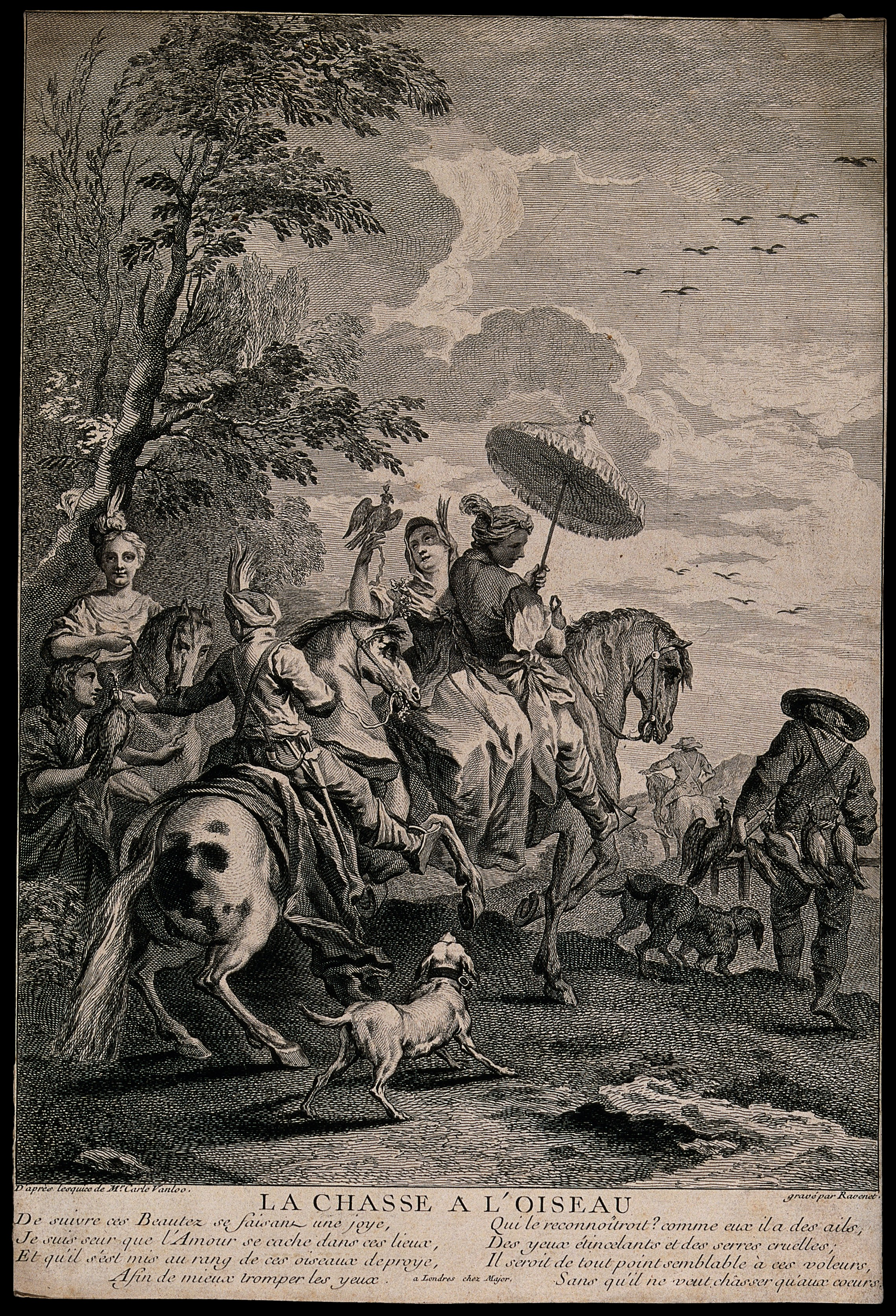
Группа мужчин и женщин с соколами в пути